# Wimple Dome
Wimple Dome är en bergstopp i Antarktis. Den ligger i Västantarktis. Argentina, Chile och Storbritannien gör anspråk på området. Toppen på Wimple Dome är 725 meter över havet.
Terrängen runt Wimple Dome är kuperad. Havet är nära Wimple Dome åt nordväst. Trakten är obefolkad. Det finns inga samhällen i närheten.